# Spoorlijn 291 (Tsjechië)
Spoorlijn 291 (ook bekend onder de naam Železniční trať Zábřeh na Moravě – Šumperk, wat Spoorlijn Zábřeh na Moravě– Šumperk betekent) is een spoorlijn in Tsjechië. Lijn 273 loopt van Zábřeh, via Bludov, naar Šumperk. De lijn is in 1871 in gebruik genomen. Over het traject rijden stop- en sneltreinen van de Tsjechische staatsmaatschappij České dráhy.

## Galerij

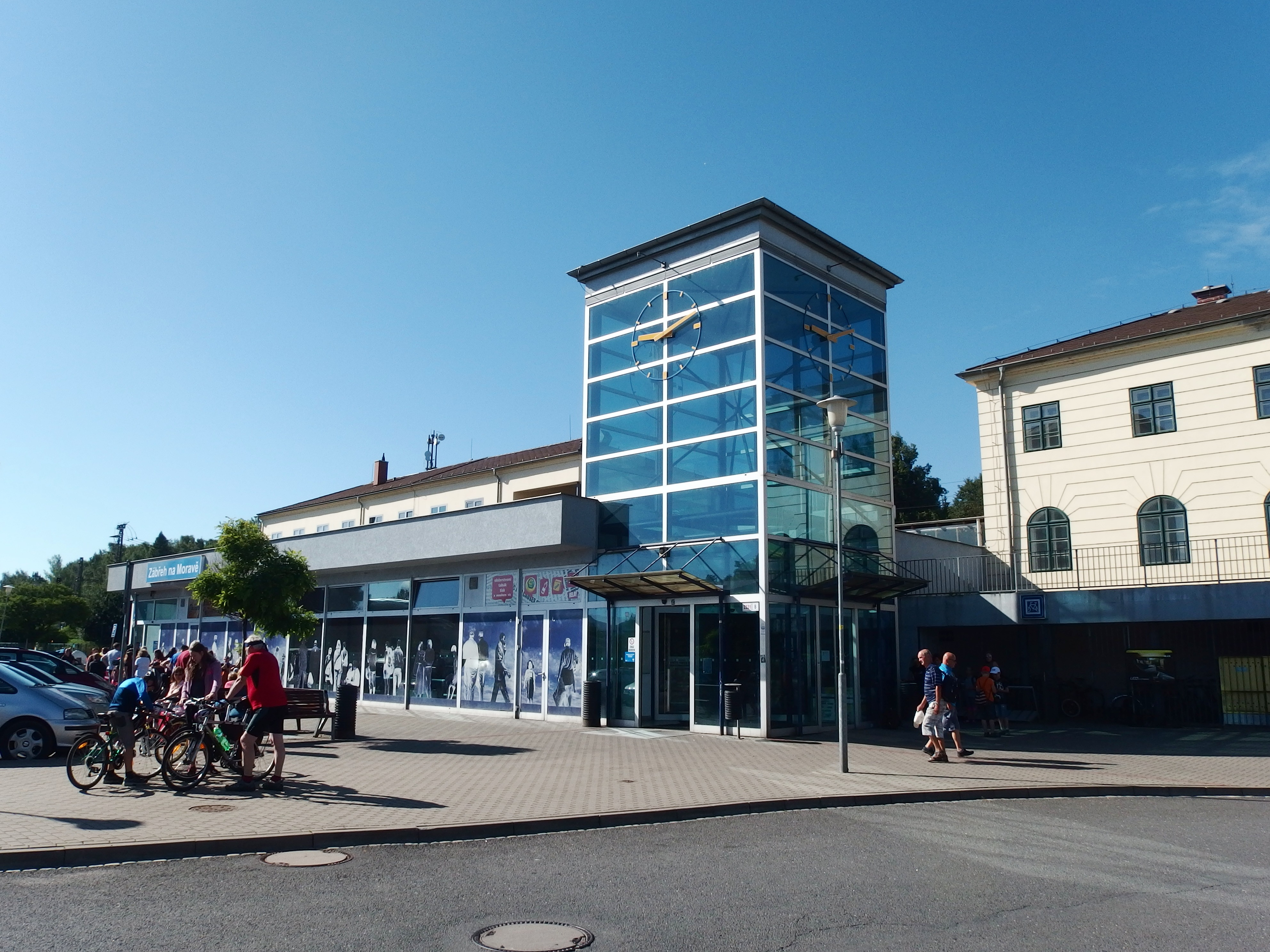
Zábřeh na Moravě
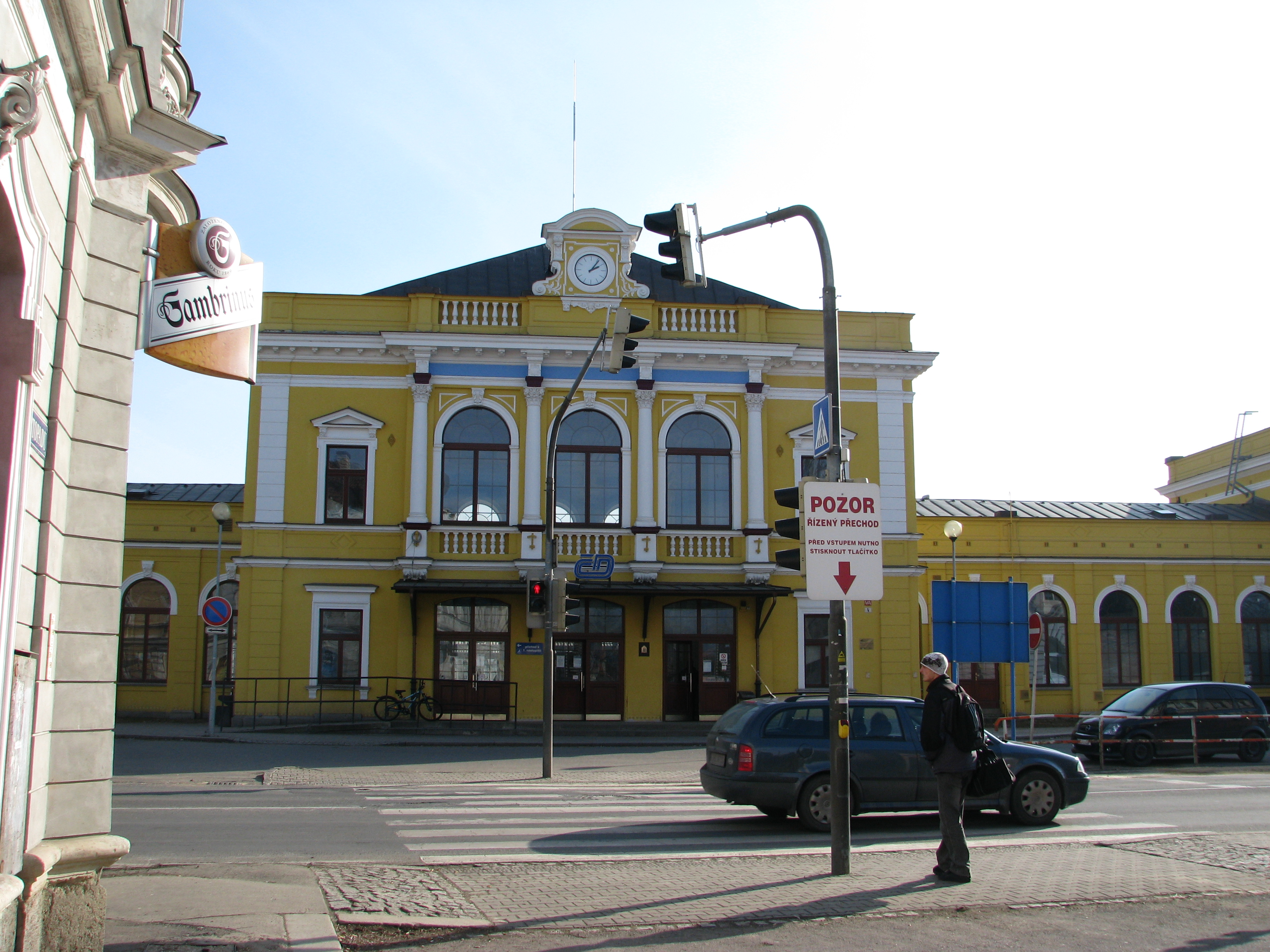
Šumperk